# Interpol (band)
 For alternative betydninger, se Interpol (flertydig). (Se også artikler, som begynder med Interpol)
Interpol er et amerikansk indie/post-punk band fra New York, dannet i 1998. Bandet bestod oprindelig af Paul Banks (guitar, vokal/forsanger, Daniel Kessler (guitar, vokal), Carlos Dengler (basguitar) og Greg Drudy (trommer). Drudy forlod bandet og blev erstattet af Samuel Fogarino 2000. I 2010, kort tid efter at bandet havde færdiggjort albummet Interpol, forlod Carlos Dengler ligeledes bandet.
Interpol bliver ofte sammenlignet med Joy Division, dels musikalsk, men også på grund af Paul Banks' karakteristiske, mørke stemme, som nogle mener er inspireret af Joy Divisions forsanger Ian Curtis. Dette har han dog benægtet skulle være tilfældet.[kilde mangler]

## Historie
Bandet blev dannet af guitaristen Daniel Kessler i New York. Han gik på New York University, hvor han mødte Carlos Dengler, som han fik til at spille bas i sit band. Senere stødte han på sanger Paul Banks på gaden og bad ham om at blive forsanger. De to havde tidligere mødtes ved et studieprogram i Paris. Da bandets oprindelige trommeslager, Kesslers værelseskammerat på univesitetet, forlod bandet, rekrutterede Daniel Kessler Sam Fogarino, som han kendte fra en vintagebutik, hvor Fogarino solgte vinylplader. De begyndte at spille sammen i 1998.

## Album
- Turn On the Bright Lights (2002)
- Antics (2004)
- Our Love to Admire (2007)
- Interpol (2010)
- El Pintor (2014)